# Oakville (Waszyngton)
Oakville – miasto w Stanach Zjednoczonych, w stanie Waszyngton, w hrabstwie Grays Harbor.